# Farma pełna strachów
Farma pełna strachów (ang. Monster Farm, 1998) – serial animowany produkcji amerykańskiej. Serial składa się z 26 odcinków. Emitowany był w Jetix i Bajkowym kinie TVN.
W 2001 roku, po przejęciu przez The Walt Disney Company Fox Kids Worldwide, w tym Saban Entertainment, prawa do serialu przeszły na Disneya.

## Fabuła
Serial opowiada o chłopaku z miasta Jacku Sianko i gospodarstwie, które odziedziczył po swoim wujku Harloffie. Po przyjeździe znajduje dziwną kolekcję zwierząt gospodarskich. Ta mało prawdopodobna menażeria musi wspólnie pomóc nowemu właścicielowi uratować dom przed ciekawskimi poszukiwaczami, którzy zagrażają jego zwariowanemu światu.

## Twórcy
- scenariusz: Bill Matheny, Alex Borstein, Richard Gitelson, Don London, Tom Putnam, Erin Ehrlich, Steve Marmel
- producent: Dana C. Booton, Kent Butterworth, Kyle Jolly
- producent wykonawczy: Eric S. Rollman

## Wersja polska
Wersja polska: Master Film na zlecenie TVN
Reżyser: Miriam Aleksandrowicz
Dialogi:
- Krystyna Kotecka (odc. 1, 3),
- Elżbieta Włodarczyk (odc. 2, 4)

Dźwięk: Aleksandra Janikowska
Montaż: Krzysztof Podolski
Kierownik produkcji: Agnieszka Wiśniowska
Teksty piosenek: Andrzej Brzeski
Wystąpili:
- Anna Apostolakis – Zombitka
- Jacek Bończyk – Jack
- Jacek Czyż – Hrabia Kwakula
- Jarosław Domin – Dr Wełnik
- Mirosław Konarowski – Frankenschwein
- Mieczysław Morański – Krowopater
- Marcin Troński – Koziosmourus Rex

oraz:
- Jerzy Mazur – Papa Gotyk (odc. 1a, 2a)
- Brygida Turowska – syn Papy Gotyka (odc. 2a)
- Rafał Sisicki – król nietoperzy (odc. 2b)
- Elżbieta Kopocińska-Bednarek – Melinda (odc. 3b)
- Janusz Wituch – Gill Bates (odc. 3b)
- Mirosław Guzowski – Turner Burtock (odc. 3b)
- Olga Bończyk – Hrabina Cocodacula (odc. 4b)
- Maciej Czapski
- Katarzyna Traczyńska

Lektor: Maciej Czapski

## Odcinki
| N/o            | Polski tytuł              | Angielski tytuł               | Niemiecki tytuł               |
| -------------- | ------------------------- | ----------------------------- | ----------------------------- |
|                |                           |                               |                               |
| SERIA PIERWSZA |                           |                               |                               |
|                |                           |                               |                               |
| 01             | Powrót do korzeni         | Back to the Roots             | Die Erbschaft                 |
| 01             | Traktor terrorysta        | Tractor Terror                | Der Traktor-Terror            |
|                |                           |                               |                               |
| 02             | Och, zapomnij o wszystkim | Aw, Forget the Whole Thing    | Ach, vergiss es               |
| 02             | Kły na pamiątkę           | Fangs for the Memories        | Graf Gackula bei den Vampiren |
|                |                           |                               |                               |
| 03             | Spadek                    | Bad Heiress Day               | Das Zauberzepter              |
| 03             | Horror domowego biura     | Home Office Horrors           | Das Computerchaos             |
|                |                           |                               |                               |
| 04             | P.S. Kocham Pana Ego      | P.S. I Love Ewwe              | Eine Monsterliebe             |
| 04             | Eliksir kurczaka          | Elixir of Chicken             | Hühnerhilfe                   |
|                |                           |                               |                               |
| 05             |                           | Working Out Is Hard To Do     | Die Fitnessfarm               |
| 05             |                           | State Of Reunion              | Das Klassentreffen            |
|                |                           |                               |                               |
| 06             |                           | 7 Year Stench                 | Armer Frankenschwein          |
| 06             |                           | Roommate From Heck            | Die Entführung                |
|                |                           |                               |                               |
| 07             |                           | Girl Next Door                | Die Roboterbraut              |
| 07             |                           | Deep Freeze                   | Der eiskalte Onkel            |
|                |                           |                               |                               |
| 08             |                           | Cry Fowl                      | Hühnerprinz Rupfie            |
| 08             |                           | Heads Up                      | Der Quatschkopf               |
|                |                           |                               |                               |
| 09             |                           | The Meaning of Life           | Musikalischer Höhenflug       |
| 09             |                           | BigFoot, Sweetie Baby         | Die Filmstars                 |
|                |                           |                               |                               |
| 10             |                           | Fear Itself                   | Ein windiger Spuk             |
| 10             |                           | It's a Wonderful Farm         | Der wahre Besitzer            |
|                |                           |                               |                               |
| 11             |                           | A Pair of Jacks               | Der Doppelgänger              |
| 11             |                           | Woodstock Willies             | Das überdrehte Rockkonzert    |
|                |                           |                               |                               |
| 12             |                           | Media Circus                  | Auf Sendung                   |
| 12             |                           | Pablum Problem                | Klein, aber monströs          |
|                |                           |                               |                               |
| 13             |                           | Short Circuit Swine           | Das Wunderschwein             |
| 13             |                           | The Trouble with Woolly       | Jagd auf Dr. Wollig           |
|                |                           |                               |                               |
| 14             |                           | The Great Ziegasso            | Der große Ziegasso            |
| 14             |                           | The job for life              | Der Job fürs Leben            |
|                |                           |                               |                               |
| 15             | Odwiedziny                | Help, Mom is coming!          | Hilfe, Mama kommt!            |
| 15             |                           | The black hole                | Das schwarze Loch             |
|                |                           |                               |                               |
| 16             |                           | The interior view             | Die Innenansicht              |
| 16             |                           | The learner driver            | Der Fahrschüler               |
|                |                           |                               |                               |
| 17             | Czkawka                   | The hiccups                   | Der Schluckauf                |
| 17             |                           | The snacking craze            | Der Knabberwahn               |
|                |                           |                               |                               |
| 18             |                           | Wild butterflies              | Wilde Schmetterlinge          |
| 18             |                           | The scent mark                | Die Duftmarke                 |
|                |                           |                               |                               |
| 19             |                           | The big win                   | Der große Gewinn              |
| 19             |                           | The joke cannon               | Die Witz-Kanone               |
|                |                           |                               |                               |
| 20             |                           | In the gold rush              | Im Goldrausch                 |
| 20             |                           | Too much of a good thing      | Zu viel des Guten             |
|                |                           |                               |                               |
| 21             |                           | The Idiot Machine             | Die Trottelmaschine           |
| 21             |                           | The pet                       | Das Haustier                  |
|                |                           |                               |                               |
| 22             |                           | An exchange with consequences | Ein Tausch mit Folgen         |
| 22             |                           | Business is business          | Geschäft ist Geschäft         |
|                |                           |                               |                               |
| 23             |                           | A safe bet                    | Eine sichere Sache            |
| 23             |                           | Visit from space              | Besuch aus dem All            |
|                |                           |                               |                               |
| 24             |                           | The Monster Band              | Die Monster-Band              |
| 24             |                           | The evidence photo            | Das Beweisfoto                |
|                |                           |                               |                               |
| 25             |                           | The birthday wish             | Der Geburtstagswunsch         |
| 25             |                           | The election promise          | Das Wahlversprechen           |
|                |                           |                               |                               |
| 26             |                           | Hairy Secrets                 | Haarige Geheimnisse           |
| 26             |                           | The Monster Ark               | Die Monster-Arche             |
|                |                           |                               |                               |